# سیارک ۳۷۹۳۹
سیارک ۳۷۹۳۹ (به انگلیسی: 37939 Hasler، نامگذاری:1998HA) سی و هفت هزار و نهصد و سی و نهمین سیارک کشف شده‌است که در ۱۶ آوریل ۱۹۹۸ کشف شد.